# Énencourt-le-Sec
Énencourt-le-Sec è un comune francese di 206 abitanti situato nel dipartimento dell'Oise della regione dell'Alta Francia.
Il 1º gennaio 2019 si è unito a Boissy-le-Bois e Hardivillers-en-Vexin per formare il nuovo comune di La Corne en Vexin, di cui diventa un comune delegato.

## Società

### Evoluzione demografica
Abitanti censiti